# Horst Hübner (Soziologe)
Horst Hübner (* 1952) ist ein deutscher Sportsoziologe und Hochschullehrer.

## Leben
Hübner studierte von 1971 bis 1978 Sportwissenschaft, Sozialwissenschaften und Pädagogik. 1982 erlangte er an der Westfälischen Wilhelms-Universität (WWU) in Münster den Doktorgrad, 1983 schloss er sein zweites Staatsexamen für das Lehramt an Gymnasien ab.
Im Zeitraum von 1983 bis 1989 war er an der WWU Münster als Hochschulassistent tätig, von 1989 bis 1991 war er Vertretungsprofessor in Münster beziehungsweise in Berlin. Bis 1995 arbeitete Hübner als Dozent im Fachbereich Sportwissenschaft an der WWU Münster und trat 1995 eine Professur für Sportwissenschaft (Arbeitsbereich Sportsoziologie) an der Bergischen Universität Wuppertal an. Während seiner Amtszeit in Wuppertal übte Hübner unter anderem auch die Funktionen als Prodekan und Dekan aus und war Mitglied des Fachbereichsrates sowie Fachsprecher. Im Deutschen Hochschulverband war er 20 Jahre lang Sprecher der Wuppertaler Verbandsgruppe.
Zu Hübners Forschungsschwerpunkten zählten die Sportentwicklungsplanung und dabei besonders die Weiterentwicklung des Sportes und die Sportstätteninfrastruktur. Darüber hinaus forschte er im Bereich Schulsport und dort vor allem zum Thema Sicherheitsförderung.
Im Dezember 2018 wurde Hübner im Rahmen der Vergabe des Landespreis „Sport und Wissenschaft“ des Landes Nordrhein-Westfalen für sein sportwissenschaftliches Lebenswerk ausgezeichnet.